# مياه الجسم
ماء الجسم مصطلح يشير إلى الرطوبة المخزنة في أنسجة جسم الإنسان أو الحيوان.

## الفوائد
للماء عدّة فوائد على جسم الإنسان، نذكر منها:
- نقل كافة عناصر الغذاء داخل الجسم من عضو لآخر.
- تسهيل عملية الهضم والامتصاص والإخراج.
- الحفاظ على مستوى الضغط داخل وخارج خلايا الجسم.
- الحفاظ على التوازن داخل الجسم.
- طرح المواد السامة والضارة خارج الجسم بمساعدة الكليتين.
- الحفاظ على ثبات حرارة الجسم عند حدها الطبيعي.